# Кубок Польщі з футболу 2014—2015
Кубок Польщі з футболу 2014–2015 — 61-й розіграш кубкового футбольного турніру в Польщі. Титул здобула Легія (Варшава).

## Календар
| Раунд                   | Перші матчі                                      | Другі матчі           | Клуби   |
| ----------------------- | ------------------------------------------------ | --------------------- | ------- |
| Перший попередній раунд | 19 – 20 липня 2014                               | —                     | 86 → 60 |
| Другий попередній раунд | 26 – 27 липня 2014                               | —                     | 60 → 48 |
| Перший раунд            | 12 – 13 серпня 2014                              | —                     | 48 → 32 |
| 1/16 фіналу             | 23 - 25 вересня 2014                             | —                     | 32 → 16 |
| 1/8 фіналу              | 15 - 30 жовтня 2014                              | —                     | 16 → 8  |
| Чвертьфінали            | 12 лютого, 3-4 березня 2015                      | 5, 17-19 березня 2015 | 8 → 4   |
| Півфінали               | 1 квітня 2015                                    | 8-9 квітня 2015       | 4 → 2   |
| Фінал                   | 2 травня 2015 на Національному стадіоні, Варшава | —                     | 2 → 1   |

## Перший попередній раунд
| Команда 1                     | Рахунок         | Команда 2                             |
| ----------------------------- | --------------- | ------------------------------------- |
| 19 липня 2014                 |                 |                                       |
| Лімановія (3)                 | -:+             | Котвиця (Колобжег) (3)                |
| Сталь-2 (Ряшів) (6)           | 0:2             | Світ (Новий-Двір-Мазовецький) (4)     |
| П'яст (Карнін) (4)            | 0:5             | Ракув (3)                             |
| Олімпія (Замбрів) (4)         | 0:3             | Розвуй (Катовіце) (3)                 |
| Тшебіня-Сєрца (4)             | 0:2             | Легіоновія (3)                        |
| Підляшшя (Біла Підляська) (4) | 1:1 дч пен. 1:4 | Гурник (Валбжих) (4)                  |
| Вісса (Щучин) (4)             | 0:2             | Зніч (Прушкув) (3)                    |
| Унія (Солець-Куявський) (4)   | 2:1             | МКС (Ключборк) (3)                    |
| Олімпія (Ельблонг) (4)        | 7:0             | Калісія (Каліш) (6)                   |
| Погонь (Седльце) (2)          | 2:1             | Битовія (2)                           |
| Лехія (Зелена Гура) (4)       | 0:3             | Вігри (Сувалки) (2)                   |
| Варта (Познань) (4)           | -:+             | Вісла (Пулави) (3)                    |
| Маляпанев (Озімек) (4)        | 1:6             | Бленкінті (Старгард) (3)              |
| Радомяк (Радом) (4)           | 3:0             | Сокул (Оструда) (4)                   |
| Спарта (Язгарзев) (5)         | 4:1             | Сталь (Мелець) (3)                    |
| Пелікан (Лович) (4)           | 0:0 дч пен. 7:6 | Лехія (Томашув-Мазовецький) (4)       |
| Сокул (Клечев) (4)            | 1:1 дч пен. 5:4 | Заглембє (Сосновець) (3)              |
| Мотор (Люблін) (4)            | 5:0             | Ярота (Яроцин) (4)                    |
| Одра (Ополе) (4)              | 5:0             | Гарбарня (Краків) (4)                 |
| Рух (Здзешовіце) (4)          | 1:3 дч          | Островія (Острув-Велькопольський) (4) |
| Сталь (Ряшів) (4)             | 5:0             | Конкордія (Ельблонг) (4)              |
| Пнювек (Павловіце) (4)        | 1:2             | Сярка (Тарнобжег) (3)                 |
| Полонія (Битом) (4)           | 1:0             | Лисіца (Бодзентин) (4)                |
| КС (Польковіце) (5)           | 2:3 дч          | Сталь (Стальова Воля) (3)             |
| Заглембє-2 (Любін) (4)        | 1:3             | Хробри (2)                            |
| 20 липня 2014                 |                 |                                       |
| Брда (Пшехлево) (6)           | 1:4             | Гриф (Вейгерово) (4)                  |

## Другий попередній раунд
Клуби Вісла (Пулави) та Сталь (Ряшів) пройшли до наступного раунду після жеребкування.
| Команда 1                             | Рахунок | Команда 2                   |
| ------------------------------------- | ------- | --------------------------- |
| 26 липня 2014                         |         |                             |
| Легіоновія (3)                        | 1:2     | Розвуй (Катовіце) (3)       |
| Мотор (Люблін) (4)                    | 0:4     | Хробри (2)                  |
| Світ (Новий-Двір-Мазовецький) (4)     | 2:3     | Сярка (Тарнобжег) (3)       |
| Сокул (Клечев) (4)                    | 3:0     | Унія (Солець-Куявський) (4) |
| Спарта (Язгарзев) (5)                 | 2:5     | Сталь (Стальова Воля) (3)   |
| Бленкінті (Старгард) (3)              | 3:1     | Погонь (Седльце) (2)        |
| Ракув (3)                             | 0:1     | Вігри (Сувалки) (2)         |
| Гриф (Вейгерово) (4)                  | 2:0     | Котвиця (Колобжег) (3)      |
| Одра (Ополе) (4)                      | 1:2     | Зніч (Прушкув) (3)          |
| Полонія (Битом) (4)                   | 1:0     | Пелікан (Лович) (4)         |
| Олімпія (Ельблонг) (4)                | 1:2     | Радомяк (Радом) (4)         |
| 27 липня 2014                         |         |                             |
| Островія (Острув-Велькопольський) (4) | 3:1     | Гурник (Валбжих) (4)        |

## Перший раунд
| Команда 1                             | Рахунок | Команда 2                |
| ------------------------------------- | ------- | ------------------------ |
| 12 серпня 2014                        |         |                          |
| РОВ (Рибник) (3)                      | 2:1     | Сярка (Тарнобжег) (3)    |
| Сталь (Стальова Воля) (3)             | 2:0     | Олімпія (Грудзьондз) (2) |
| Зніч (Прушкув) (3)                    | 2:1     | Термаліка Брук-Бет (2)   |
| 13 серпня 2014                        |         |                          |
| Колеяж (Струже) (7)                   | -:+     | Вісла (Пулави) (3)       |
| Розвуй (Катовіце) (3)                 | 0:1     | ГКС (Тихи) (2)           |
| Островія (Острув-Велькопольський) (4) | 2:1 дч  | Пуща (Неполомиці) (3)    |
| Гриф (Вейгерово) (4)                  | 1:0     | Арка (Гдиня) (2)         |
| Сокул (Клечев) (4)                    | 1:4     | Мєдзь (Легниця) (2)      |
| Полонія (Битом) (4)                   | 1:3     | Вісла (Плоцьк) (2)       |
| Радомяк (Радом) (4)                   | 1:2 дч  | Долькан (Зомбки) (2)     |
| Сталь (Ряшів) (4)                     | 2:1     | Гурник (Ленчна)          |
| Окоцимський (3)                       | 2:1     | ОКС Стоміл (2)           |
| Бленкінті (Старгард) (3)              | 1:0     | Хойнічанка (2)           |
| Флота (Свіноуйсьце) (2)               | 2:0     | Вігри (Сувалки) (2)      |
| ГКС (Катовіце) (2)                    | 1:2     | Хробри (2)               |
| Сандеція (2)                          | 0:1     | ГКС (Белхатув)           |

## 1/16 фіналу
| Команда 1                             | Рахунок         | Команда 2                |
| ------------------------------------- | --------------- | ------------------------ |
| 23 вересня 2014                       |                 |                          |
| Гурник (Забже)                        | 2:1             | Корона (Кельце)          |
| Вісла (Пулави) (3)                    | 1:1 дч пен. 3:4 | П'яст (Глівіце)          |
| Відзев (Лодзь) (2)                    | 1:2             | Шльонськ (Вроцлав)       |
| 24 вересня 2014                       |                 |                          |
| Долькан (Зомбки) (2)                  | 2:3 дч          | Погонь (Щецин)           |
| Флота (Свіноуйсьце) (2)               | 1:2             | ГКС (Белхатув)           |
| Гриф (Вейгерово) (4)                  | 1:2             | Бленкінті (Старгард) (3) |
| Сталь (Стальова Воля) (3)             | 2:1             | Лехія (Гданськ)          |
| Островія (Острув-Велькопольський) (4) | 2:1 дч          | Рух (Хожув)              |
| Окоцимський (3)                       | 1:2             | Краковія                 |
| Сталь (Ряшів) (4)                     | 1:3             | Зніч (Прушкув) (3)       |
| Мєдзь (Легниця) (2)                   | 0:4             | Легія (Варшава)          |
| Завіша (Бидгощ)                       | 0:2             | Подбескідзе              |
| Вісла (Плоцьк) (2)                    | 2:2 дч пен. 3:4 | ГКС (Тихи) (2)           |
| РОВ (Рибник) (3)                      | 0:4             | Заглембє (Любін) (2)     |
| Лех (Познань)                         | 2:0             | Вісла (Краків)           |
| 25 вересня 2014                       |                 |                          |
| Хробри (2)                            | 1:3             | Ягеллонія (Білосток)     |

## 1/8 фіналу
| Команда 1                             | Рахунок | Команда 2            |
| ------------------------------------- | ------- | -------------------- |
| 15 жовтня 2014                        |         |                      |
| Бленкінті (Старгард) (3)              | 3:2     | ГКС (Тихи) (2)       |
| Зніч (Прушкув) (3)                    | 2:1     | Заглембє (Любін) (2) |
| 28 жовтня 2014                        |         |                      |
| Сталь (Стальова Воля) (3)             | 0:1     | Шльонськ (Вроцлав)   |
| Гурник (Забже)                        | 2:4     | Подбескідзе          |
| 29 жовтня 2014                        |         |                      |
| Островія (Острув-Велькопольський) (4) | 1:2 дч  | Краковія             |
| П'яст (Глівіце)                       | 5:0     | ГКС (Белхатув)       |
| 30 жовтня 2014                        |         |                      |
| Лех (Познань)                         | 4:2 дч  | Ягеллонія (Білосток) |
| Легія (Варшава)                       | 3:1 дч  | Погонь (Щецин)       |

## Чвертьфінали
| Команда 1                | Заг.         | Команда 2       | 1-й матч | 2-й матч |
| ------------------------ | ------------ | --------------- | -------- | -------- |
| 12 лютого/5 березня 2015 |              |                 |          |          |
| Шльонськ (Вроцлав)       | 2:2 пен. 1:3 | Легія (Варшава) | 1:1      | 1:1 дч   |
| 3/18 березня 2015        |              |                 |          |          |
| Зніч (Прушкув) (3)       | 1:6          | Лех (Познань)   | 1:5      | 0:1      |
| 4/17 березня 2015        |              |                 |          |          |
| Бленкінті (Старгард) (3) | 4:0          | Краковія        | 2:0      | 2:0      |
| 4/19 березня 2015        |              |                 |          |          |
| П'яст (Глівіце)          | 1:3          | Подбескідзе     | 1:2      | 0:1      |

## Півфінали
| Команда 1       | Заг. | Команда 2       | 1-й матч | 2-й матч |
| --------------- | ---- | --------------- | -------- | -------- |
| 1/9 квітня 2015 |      |                 |          |          |
| Бленкінті (3)   | 4:6  | Лех (Познань)   | 3:1      | 1:5 дч   |
| 1/8 квітня 2015 |      |                 |          |          |
| Подбескідзе     | 1:6  | Легія (Варшава) | 1:4      | 0:2      |

## Фінал
| 2 травня 2015 16:00 (CET) |

| Лех (Познань)           | 1:2      | Легія                          |
| ----------------------- | -------- | ------------------------------ |
| Йодловець 20' (автогол) | Протокол | Йодловець 30' Сагановський 55' |

| Національний стадіон, Варшава Глядачів: 45 322 Арбітр: Даніель Стефаньський |